# Lycosa anclata
Lycosa anclata är en spindelart som beskrevs av Pelegrín Franganillo Balboa 1946. 
Lycosa anclata ingår i släktet Lycosa och familjen vargspindlar. Artens utbredningsområde är Kuba. Inga underarter finns listade i Catalogue of Life.